# Бацанія трилопастна
Бацанія трилопастна (Bazzania tricrenata) — вид печіночників порядку юнгерманіальних (Jungermanniales).

## Поширення
Батьківщиною є Європа, Макаронезія, Азія, Північна Америка.
Росте у вологих, тінистих (різновид depauperata в більш сухих і тінистих) місцях, особливо на безвапняних лісових підстилках і на безвапняних скелях, а також на гнилій деревині. Звичайний у горах, але переважно рідкісний на рівнинах.

## Характеристика
Великі та міцні рослини цього виду зазвичай ростуть у темно-зелених килисках. Окремі пагони роздвоєні, від прямовисних до висхідних, від сплощених до опуклих, шириною від 3 до 6 міліметрів і зазвичай від 3 до 5 сантиметрів, рідко до 20 сантиметрів завдовжки. Бокові листки подовжено-яйцеподібні з трьома короткими широкими зубцями на кінчику листя, розташовані зверху і щільно розташовані черепицеподібно. Нижні листки значно менші за бокові, 4-зубчасті, зазвичай трохи ширші за довжину та такі ж або трохи ширші за стебло. Характерні хлистоподібні джгутики на нижній стороні стебла довжиною до 5 сантиметрів. Клітини пластинки мають розмір приблизно від 30 до 40 мкм у середині листка, мають сильні або вузлуваті кутові потовщення та від 6 до 10 масляних тілець на клітину. Вид дводомний. Спорогони зустрічаються дуже рідко.